# Fanthamia draconis
Fanthamia draconis är en tvåvingeart som beskrevs av Meillon och Downes 1986. Fanthamia draconis ingår i släktet Fanthamia och familjen svidknott. Inga underarter finns listade i Catalogue of Life.